# Farol da Ínsua
O Farol da Ínsua, ou Farolim da Ínsua, é um farol português que está construído no baluarte NW do Forte da Ínsua, localizado numa pequena ilha na foz do Rio Minho, a Ínsua, na freguesia de Moledo e Cristelo, em Caminha, distrito de Viana do Castelo.
O Farol consiste num um edifício térreo quadrangular, onde está assente uma coluna metálica branca, com escada em caracol, que suporta uma pequena lanterna, alimentada a energia solar.

## História
Estabelecido em 1886, o Farol era constituído por suportes de ferro e pequena casa em vermelho, implantado próximo da guarita E do forte. Possuía uma luz fixa, branca, para serviço de pescadores.
Ver também dados históricos no artigo sobre o Forte da Ínsua. O Forte está classificado pelo IGESPAR, como Monumento Nacional (MN).

## Galeria

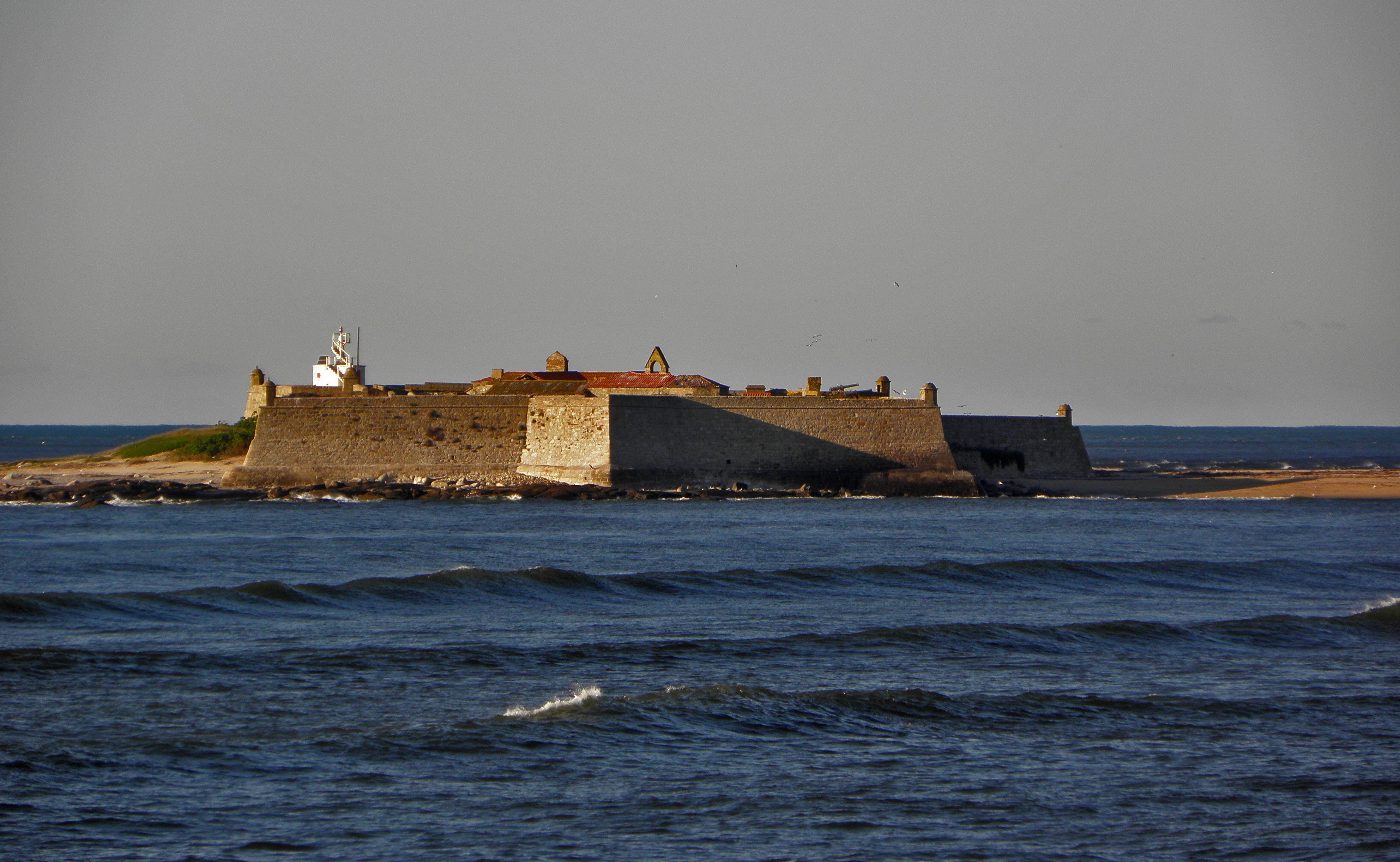
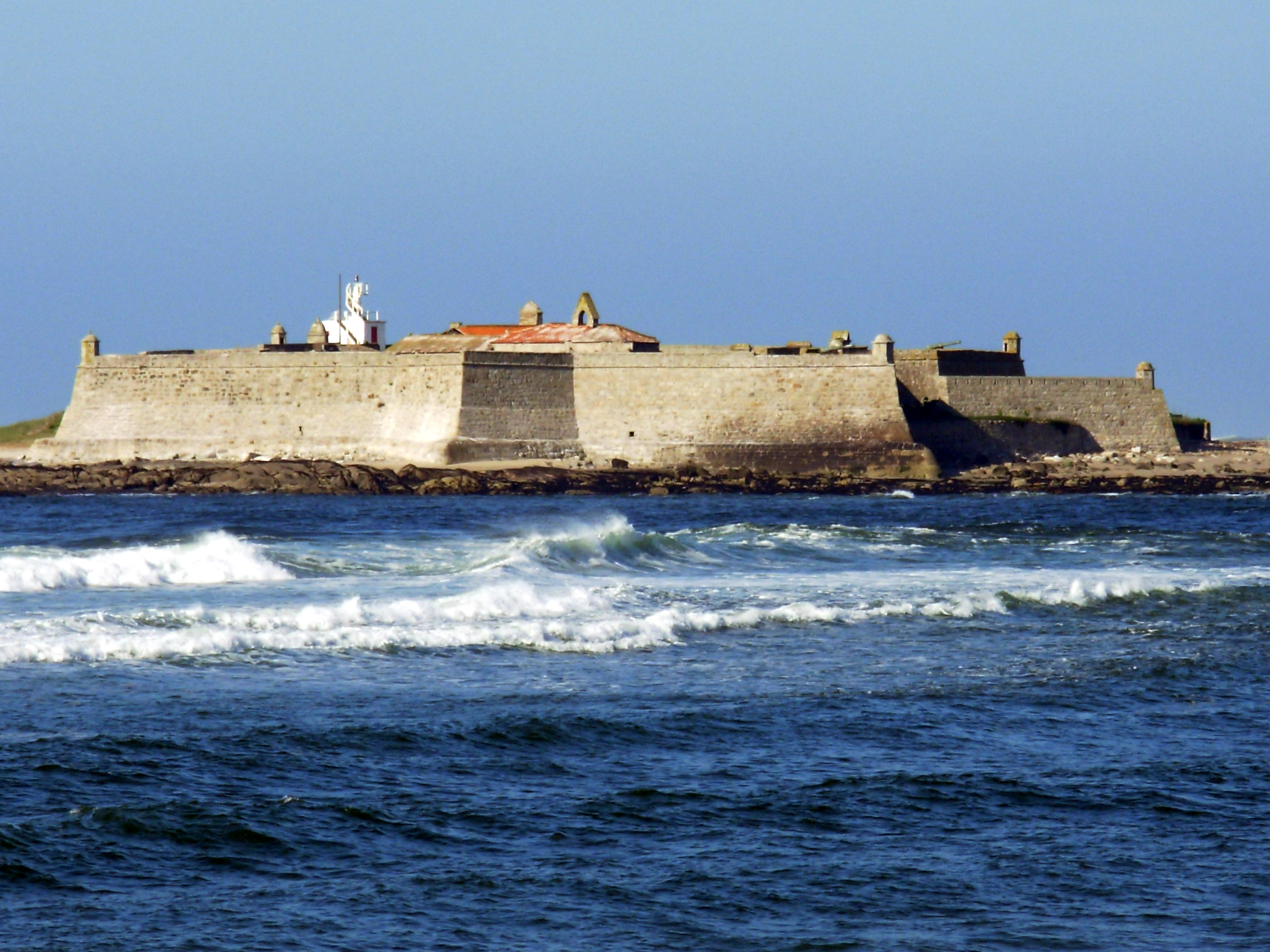
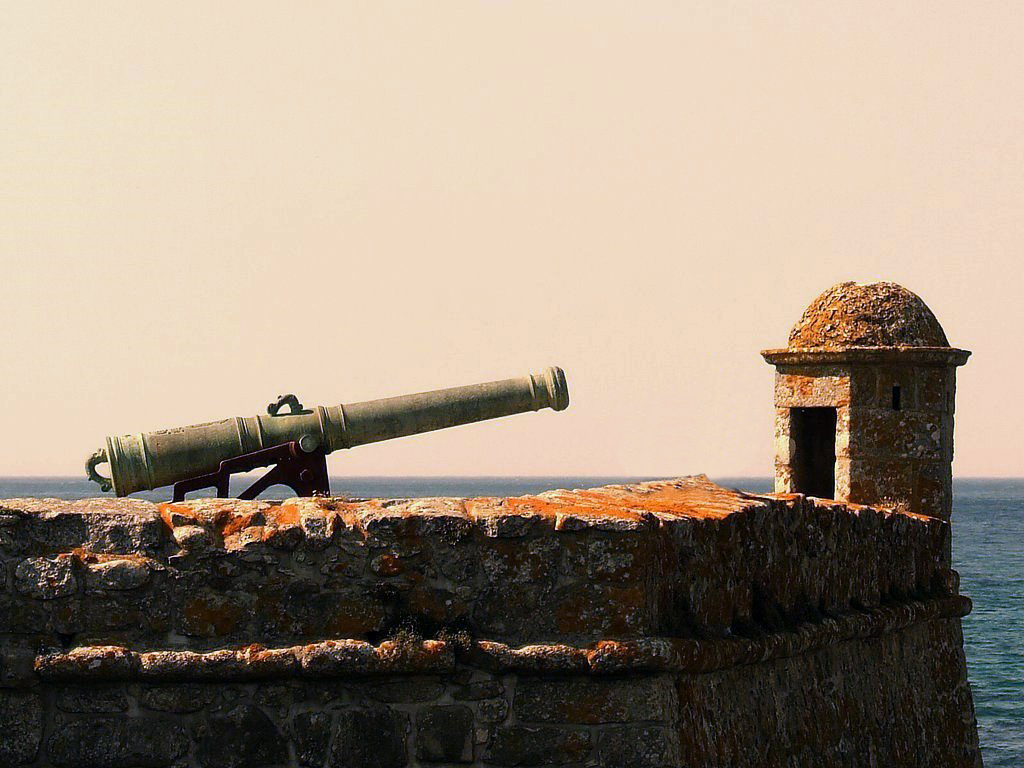

## Características
Emite um relâmpago a cada quatro segundos, branco, vermelho ou verde, dependendo da direcção.

## Informações
- Acesso: Por barco desde a praia de Moledo.
- Aberto ao público: Não.